# Пупољак
Пупољак представља мала бочна или задња испупчења на стабљици васкуларне биљке која се могу развити у цвет, лист или изданак. Пупољак настаје из меристемног ткива (ткива на чланцима). У умереним климама, дрвеће образује мирујуће пупољке који су отпорни на мраз у припреми за зиму. Пупољци цветова представљају модификоване (измењене) листове.

## Врсте пупољака
Пупољак, у ствари представља, млад, још недовољно развијен крај једног изданка или изданака.
У зависности од места на биљци, пупољци се означавају различито. Пупољак који се налази на врху изданка јесте темени пупољак, а бочне вегетационе купе у пазуху лисних примордија дају пазушне (бочне) пупољке. Бочни пупољци се нормално развијају у пазуху листа (пазух листа је угао који заклапа лист и део стабла који од тога листа иде навише). У пазуху листа се обично налази један пупољак, али има биљака код којих се у пазуху једног листа јавља већи број пупољака.
До овога долази на тај начин, што се још на вегетационој купи у пазуху лисних примордија издвајају иницијалне ћелије које ће дати апикални меристем пазушних пупољака и њихов распоред карактеристичан је за поједине биљне врсте. Ако је већи број пупољака у пазуху једног листа тада они могу бити распоређени на два различита начина.
Они могу бити поређани један поред другог, или један иза другог. У првом случају, пупољци се називају колатерални, а у другом - серијални. Колатерални пупољци се налазе, на пример, код шљиве, брескве, а серијални - код аморфе, ораха, багрема и др.
Битно је споменути да се у процесу калемљења користи управо пупољак.За калемљење воћа потребна је једна дивља воћка и барем једна гранчица одрезана са неке од већ окалемљених воћки. Гранчице са најмање једним, а оптимално са 3-4 пупољака је најбоље одрезати непосредно пред калемљење воћа. Пупољци не би требало да буду у фази листања тј. у одмаклом стадијуму пупања.
Лековито својство пупољака се може уочити код пупољка брезе. Народна медицина сматра осушене, неразвијене лисне пупољке једним од најбољих биљних лекова за проблеме са мокраћним путевима. Осушени, неразвијени лисни пупољци или потпуно развијен лист обичне (Betula pendula) или маљаве брезе (Betula pubescens) представља лековити део ове биљке. Лисни пупољци се сакупљају у пролеће, а лист током лета, када је потпуно развијен.

## Развиће пупољака
Развиће пупољака може наступити у истој вегетационој периоди кад су и зачети, или, пак тек у току следеће вегетационе сезоне (наредне године). Први случај је заступљен код зељастих биљака, а други код дрвећа и жбуња умерене и хладне климатске зоне. Код ових биљака пупољци остају у латентном стању за време неповољног периода (зиме).
Ови пупољци, дакле, презимљују, па се, стога, означавају као зимски пупољци. Код дрвенастих биљака има и таквих пупољака који се не развијају дужи низ година, већ остају у стадијуму мировања. Такви пупољци се називају успавани пупољци (или спавајући пупољци). Стога у оквиру развића пупољака постоје две врсте, а то су зимски пупољци и успавани пупољци.

### Зимски пупољци
Зимски пупољци су обично заштићени чврстим љуспастим листићима, понекад и длакавим омотачима, или су обложени смолом, чиме се штите од неповољног дејства разних спољашњих утицаја (сушења, температурних промена и др.).
Овакви пупољци се јављају код дрвенастих врста тропа са дужим бескишним периодом. Осим тога, на ризомима и другим подземним органима који не изумиру за време неповољног периода за вегетацију. Из њих се, са наступањем повољних животних услова, развијају нови надземни изданци. Стога се они називају и пупољци за обнављање.

### Успавани пупољци
При секундарном дебљању ови пупољци бивају прекривени кором. Старост успаваних пупољака може код неких врста дрвећа износити и 100 година (храст, буква и др.). Под одређеним спољашњим условима ови пупољци се могу активирати, односно покренути на развиће. То се на пример, дешава после сече стабла, јачег орезивања круне, за време дуге и лепе јесени када је ваздух веома влажан и топао.
У овом последњем случају изданци који се развијају из успаваних пупољака су бујни и називају се водопије. Водопије се могу појавити и код воћака, али се уклањају да се не би смањио број цветова, односно плодова.
Из успаваних пупољака се обично развијају вегетативни изданци (изданци са зеленим лишћем). Међутим, код неких тропских биљака (на пример какаовац) из успаваних пупољака дебла или старијих грана се образују цветови. Та појава се назива каулифлорија.

## Адвентивни пупољци
Поред пупољака о којима је до сада било речи -  прави пупољци  који имају свој зачетак у вегетационој купи, у животу биљака велики значај имају и пупољци који се зачињу изван вегетационе купе, на различитим биљним органима - стаблу, корену, листу. Такви пупољци чине посебну групу пупољака и називају се адвентивни пупољци.
Адвентивни пупољци на стаблу образују се у ткиву које се зове калус. Калус представља творно ткиво које се ствара на рањеној површини, претежно радом камбијума. Адвентивни пупољци корена зачињу се у унутрашњости корена, у ткиву које се назива перицикл. Адвентивни пупољци корена могу се образовати као последица рањавања, или, пак, код неких биљних врста то може бити редовна појава.
Адвентивни пупољци стабла и корена образују се ендогено. При њиховом развоју они морају пробити површинска ткива. Што се тиче адвентивних пупољака који се образују на листу, треба истаћи да се они стварају из ћелије трајних ткива. Код бегоније, на пример, адвентивни пупољци се образују у близини расецања лисног нерва и то из једне епидермске ћелије која задобија меристемски карактер.
Из адвентивних пупољака се развијају адвентивни изданци.

## Цветни пупољци
Веома је битно споменути да се из пупољака развијају и цветови, јер цвет са тачке гледишта морфологије представља у крајњој линији изданак. Такви пупољци се називају цветни пупољци. У цветним пупољцима се налази цветна купа из које ће се разбити цветови и цвасти. Ови пупољци су обично нешто крупнији, а такође се од вегетативних пупољака могу разликовати по облику. Постоје и мешовити пупољци од чијег ће се меристема развити истовремено нормални изданци и цветови.

## Положај пупољака
Према положају разликују се:
- Терминални пупољци
- Латерални пупољци

### Терминални пупољци
Терминални пупољци се налазе на самом врху гранчица и они се њима завршавају. На родним гранчицама јабучастих воћака ови пупољци су по правилу цветни (генеративни), а на родним гранчицама коштичавих воћака, вегетативни.

### Латерални пупољци
Латерални пупољци су сви остали пупољци на гранчицама, бочно распоређени, целом њиховом дужином (латерално - бочни). На родним гранчицама јабучастих врста воћака ови пупољци су углавном вегетативни, а на родним гранчицама коштичавих врста већином генеративни (цветни). Латерални пупољци распоређени на горњој трећини гранчице називају се још и вршни, на средишњем делу гранчице средишњи и на доњој трећини гранчице основни (базни) .

## Неродни и родни пупољци
Према типу органа чије зачетке садрже, разликују се:
1. вегетативни пупољци (неродни)
2. генеративни пупољци (цветни или родни)

| Вегетативни пупољци                     | Генеративни пупољци    |
| --------------------------------------- | ---------------------- |
| Дрвни пупољци                           | Прости пупољци         |
| Лисни пупољци (подтип дрвених пупољака) | Просто-сложени пупољци |
| Адвентивни пупољци                      | Мешовити пупољци       |

- Дрвни пупољци су у морфолошком погледу слични лисним (нешто су ситнији) и обично се налазе у пазуху листова (латерално) једногодишњих летораста, односно на терминалном делу летораста. Из терминалних дрвних пупољака настају снажни леторасти, док из латералних, настају слабије развијени леторасти.
- Лисни пупољци су нешто крупнији и мање издужени од осталих дрвних пупољака. Из лисних пупољака развијају се лисне розете (кратки прирасти с лишћем на себи). Због врло скраћених чланака тих прираста, листови су на њима густо распоређени у виду букета. Међутим, из лисних пупољака се могу развити и дужи прирасти. Да ли ће се из њих развити дужи прирасти - младари, или краћи прирасти - лисне розете, зависи од услова спољне средине, биолошких особина воћке и примењене помотехнике.
- Адвентивни пупољци се образују у унутрашњости ткива грана или корена (ендогено), редиференцирањем паренхимског ткива. Прирасти формирани из ових пупољака се по изгледу не разликују од прираста насталих из нормалних тачака раста.

- Прости пупољци су они пупољци из којих се развија само један цвет. Карактеристични су за бадем, брескву, неке сорте шљиве, кајсију, рибизлу и др.
- Просто-сложени пупољци омогућавају у одређеним условима развој већег броја цветова из једног пупољка. Срећу се код трешње, вишње, неких сорти шљиве, лимуна и др.
- Мешовити пупољци омогућавају развој већег броја цветова и листова из једног пупољка. Ови пупољци се срећу код крушке, јабуке, ораха, лешника, малине, рибизле и др.